# Mr. Xcitement
Mr. Xcitement – drugi album studyjny amerykańskiego rapera U-Goda, członka grupy Wu-Tang Clan, wydany w 13 września 2005 roku nakładem wytwórni Free Agency Recordings.

## Lista utworów
Opracowano na podstawie źródła.
| Nr  | Tytuł utworu                                           | Producent    | Długość |
| --- | ------------------------------------------------------ | ------------ | ------- |
| 1.  | „Blow Yo Mind Intro”                                   | DJ Homicide  | 1:07    |
| 2.  | „It's A Wrap” (gościnnie Leathaface)                   | DJ Homicide  | 2:28    |
| 3.  | „Hit 'Em Up, Roll Out” (gościnnie Leathaface)          | DJ Homicide  | 3:23    |
| 4.  | „Get Down” (gościnnie MC Eiht, Squeak Ru & Boo Kapone) | The Produkt  | 3:38    |
| 5.  | „Don King Speaks To U-God”                             | U-God        | 1:49    |
| 6.  | „I'm Talkin' To You”                                   | DJ Homicide  | 3:14    |
| 7.  | „Kick Azz”                                             | The Product  | 2:18    |
| 8.  | „You Don't Want To Dance”                              | Mike Baiardi | 4:13    |
| 9.  | „Go Get Pretty Like Me”                                | Mike Baiardi | 3:16    |
| 10. | „A Long Time Ago” (gościnnie Ebony Burke)              | 4th Disciple | 2:56    |
| 11. | „Stop (Carry On)” (gościnnie Ebony Burke)              | Mike Baiardi | 3;27    |
| 12. | „Bump”                                                 | Leathaface   | 3:27    |
| 13. | „Dedication (Skit)”                                    | Cue          | 1:15    |
| 14. | „Drugs”                                                | Leathaface   | 4:47    |
| 15. | „Heart of Stone”                                       | Leathaface   | 3:46    |
| 16. | „Jenny”                                                | Leathaface   | 4:13    |
|     |                                                        |              | 45:53   |